# Tân Phú, Nghệ An
Tân Phú là một xã thuộc tỉnh Nghệ An, Việt Nam. Xã được hình thành trên cơ sở sáp nhập các xã Nghĩa Thái, Hoàn Long, Tân Xuân và Tân Phú của huyện Tân Kỳ trong đợt Sáp nhập tỉnh thành Việt Nam 2025.

## Địa lý
Xã Tân Phú có vị trí địa lý:
- Phía Đông giáp xã Tân Kỳ;
- Phía Nam giáp xã Tân Kỳ và xã Tân An;
- Phía Tây giáp xã Giai Xuân;
- Phía Bắc giáp xã Nghĩa Lộc và xã Minh Hợp.

Xã Tân Phú có diện tích tự nhiên 93,32 km².

## Lịch sử
Tân Phú được tách ra từ Nông Trường Quốc Doanh sông con, xã được thành lập năm 1995 là một xã thuộc huyện Tân Kỳ, tỉnh Nghệ An, Việt Nam. Trụ sở UBND xã Đặt tại xóm Tân Thái, xã Tân Phú, gồm có 7 xóm bao gồm: Đức Thịnh, Hạ Sưu, Đồng Nhất, Tân Thái, Tân Yên, Tân Phong, Xuân Lý. xã Tân Phú giáp ranh với 6 xã:  xã Giai Xuân, xã Nghĩa Hoàn, xã Tân Xuân, xã Nghĩa Thái, xã Nghĩa Đồng, và xã Nghĩa Đức của huyện Nghĩa Đàn.
Xã Tân Phú có diện tích 27,32 km², dân số năm 1999 là 4321 người, mật độ dân số đạt 158 người/km².
Ngày 16 tháng 6 năm 2025, xã Tân Phú được thành lập theo Nghị quyết số 1678/NQ-UBTVQH15 của Ủy ban Thường vụ Quốc hội Việt Nam, ban hành ngày 16 tháng 6 năm 2025. Theo đó, sắp xếp toàn bộ diện tích tự nhiên, quy mô dân số của các xã Nghĩa Thái, Hoàn Long, Tân Xuân và Tân Phú thuộc huyện Tân Kỳ trước đây thành một xã mới có tên gọi là xã Tân Phú. Trước đó, theo Đề án sắp xếp đơn vị hành chính cấp xã tỉnh Nghệ An, xã này là xã Tân Kỳ 2.
Sau sắp xếp xã có diện tích tự nhiên: 93,32 km², quy mô dân số: 28.878 người.